# Aegle eberti
Aegle eberti är en fjärilsart som beskrevs av Charles Boursin 1969. Aegle eberti ingår i släktet Aegle och familjen nattflyn. Inga underarter finns listade i Catalogue of Life.